# Anta von Pendilhe
Koordinaten: 40° 53′ 53,3″ N, 7° 49′ 25″ W
Anta von Pendilhe (auch Casa da Moura da Orca de Pendile genannt) ist eine Megalithanlage an der Straße von Castro Daire nach Vila Nova de Paiva im Distrikt Viseu in Portugal. Anta oder Dolmen ist die portugiesische Bezeichnung für etwa 5000 Megalithanlagen, die während des Neolithikums im Westen der Iberischen Halbinsel von den Nachfolgern der Cardial- oder Impressokultur errichtet wurden. 
Die Kammer dieser Anta ist bis auf einen zur Hälfte abgeschlagenen seitlichen Tragstein einschließlich ihres Decksteins völlig erhalten. Die Kammern der meisten Antas haben ihre größte Ausdehnung in Verlängerung des Ganges, einige sind so genannte Breitkammern, deren längste Seite wie bei der Anta de Pendilhe, quer zum Gang liegt. Der Eingang zur Kammer wird von einem kleinen Pfeiler markiert. Vom ursprünglichen Gang ist pro Seite je ein Tragstein erhalten. Er ist bedeutend niedriger als die Kammer. Das einen langen Gang andeutende Bruchsteinmauerwerk ist im Zuge der Restaurierung in den 1990er Jahren errichtet worden und entspricht nicht der Fundsituation. Funde im Inneren der Anlage sind nicht bekannt.